# 于勒耶爾維
于勒耶爾維（芬蘭語：Ylöjärvi）是芬蘭西南部皮尔坎马区以“城市”为称呼的市镇，距離首都赫爾辛基189公里。市镇面積为1,323.96平方公里，2023年人口数量为33,680人，其中約97%居民的母語是芬蘭語。

## 友好城市
- 瑞典阿爾維卡
- 挪威孔斯温厄尔
- 丹麦斯基沃
- 爱沙尼亚萨库
- 俄羅斯上沃洛喬克
- 匈牙利巴拉頓城堡

## 外部連結
- 官方网站  （文）